# Back Against the Wall (Cage the Elephant)
Back Against The Wall è un singolo della band punk blues Cage the Elephant. È il quarto singolo pubblicato tratto dal loro album d'esordio, l'omonimo Cage the Elephant. È uno dei loro singoli di maggiore successo.